# Hübner Jenő
Hübner Jenő (Székesfehérvár, 1863. szeptember 30. – Budapest, 1929. augusztus 10.) magyar építész, Hübner Tibor építész apja.

## Életpályája
Hübner Nándor (1833–1886) építész és Sáfrán Mária fia. Középiskolai tanulmányait a Ciszterci Rend Székesfehérvári Főgimnáziumában végezte, majd a Bécsi Műegyetem hallgatója lett (1882–1886). Stílusát a historizmus jellemezte (de vannak szecessziós épületei is, élete végén pedig art décoba hajlók); szívesen alkalmazott francia reneszánsz elemeket. 1887-ben hazatért és Alpár Ignácnál helyezkedett el.
1894-től önállóan vállalt megbízásokat.

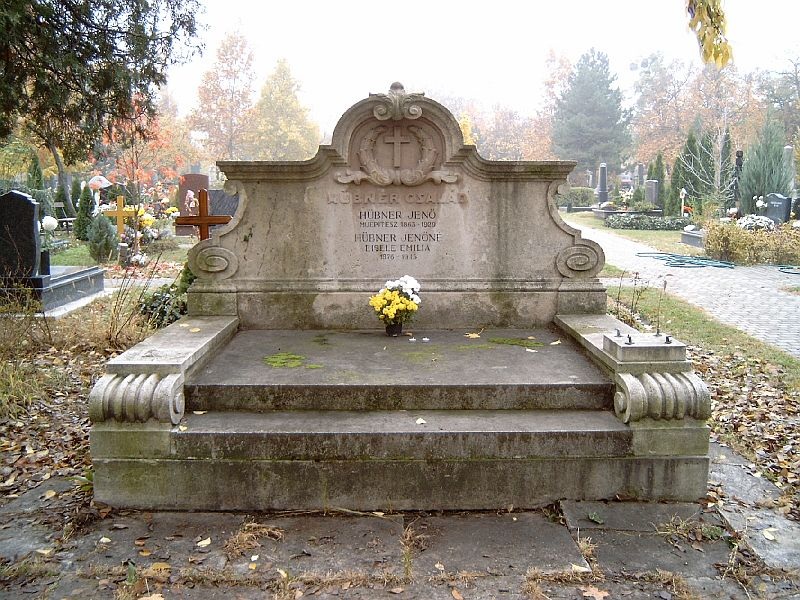
Sírja a budapesti Fiumei úti sírkertben

A győri városházépítő bizottság által 1893. november 30-án kiírt jeligés városháztervező pályázaton Alpár Ignác után a 2. helyezést nyerte el. A pályázók jelentősen túllépték az előzetesen meghatározott 200 000 forintos költségkeretet. Alpár nem vállalta új, olcsóbb tervek elkészítését, így esett a választás Hübner Jenőre.
1894. szeptember 29-én kötöttek megbízási szerződést vele a kétemeletes, gazdagon díszített épület megépítésére. Hübner 1895 szeptemberére készült el az új vázlattervvel, majd 1896-ban a végleges építési tervvel. A városháza alapkövét Győr város millenniumi ünnepségén, 1896. május 14-én helyezte el Zechmeister Károly polgármester.
A városháza ünnepélyes felavatására 1900. március 19-én került sor.
Hübner Jenő 1929-ben hunyt el. A Fiumei úti sírkertben helyezték nyugalomra. Sírhelye: 43 parcella, N/A szakasz, 1. sor, 17. sír.

## Ismert épületei

### Megvalósult épületek
- 1895: Szentháromság kórház (ma: Petz Aladár Oktató Kórház Zrinyi utcai részlege), 9024 Győr, Zrínyi u. 13.[7][8][9]
- 1896: Újvárosi vámház, 9025 Győr, Rát Mátyás tér 15.[10]
- 1896–1900: Városháza, 9021 Győr, Városház tér 1.[11]
- 1896–1897: Mária Valéria Közkórház (ma: Dr. Kenessey Albert Kórház-Rendelőintézet), 2660 Balassagyarmat, Rákóczi fejedelem út 125-127. (Mezey Sándorral közösen)[6][9][12]
- 1898: Veöreös-palota (benne működött a híres Kisfaludy kávéház is), 9021 Győr, Városház tér – az épületet az 1960-as években elbontották[13][14]
- 1899: Megyei Kórház, Székesfehérvár[9]
- 1900: Bérház, 9021 Győr, Révai Miklós u. 5.
- 1901: Kórház, Komárom[9]
- 1903: Palermói Szent Rozália plébániatemplom, 8097 Nadap, Haladás út 54.[15]
- 1903: Megyei Kórház, Makó[9]
- 1903–1904: Sátoraljaújhelyi Erzsébet Kórház, 3980 Sátoraljaújhely, Mártírok útja 9.[16]
- 1904–1905: Árpád fürdő, 8000 Székesfehérvár, Kossuth Lajos u. 12.[17][18]
- 1905–1906: bérház, 1027 Budapest, Frankel Leó u. 18.[19]
- 1905–1911: Erzsébet Kórház (ma: Csongrád-Csanád Megyei Egészségügyi Ellátó Központ Hódmezővásárhelyi székhelyintézmény), 6800 Hódmezővásárhely, Dr. Imre József u. 9.
- 1907: Közkórház, Hódmezővásárhely[9]
- 1907/1908:[9] Kórház, Torda[20]
- 1908: Lipótvárosi Takarékpénztár lakóháza, 1054 Budapest, Bajcsy Zsilinszky út 36-38.[6][21] (Alpár Ignáccal közösen, ma az épületben működik a Toldi mozi, a Toldi Klub, ill. a Budapest Film Zrt.)
- 1910–1911: Marianum Leánynevelő Intézet (ma a Babeș–Bolyai Tudományegyetem egyik épülete), Kolozsvár (Str. Horea 31, municipiul Cluj-Napoca)[22]
- 1910–1911: Kalix Ödön bérháza, 1071 Budapest, Dembinszky utca 18.[23]
- 1910: Székesfővárosi kislakásos bérház, 1091 Budapest, Üllői út 119.[24][25][26] – épült a Bárczy István-féle kislakás- és iskolaépítési program keretében
- 1911: bérház, 1091 Budapest, Mihálkovics utca 20.[27]
- 1911–1912: Törvényszéki palota (ma: Balassagyarmati Törvényszék), 2660 Balassagyarmat, Köztársaság tér 2-4. (Mészner Sebestyénnel)[6][28][29][30]
- 1913–1922: Fő utcai börtön (ma: Gyorskocsi utcai büntetés-végrehajtási intézet), 1027 Budapest, Gyorskocsi u. 25. (Jablonszky Ferenccel közösen)[31][32]
- 1923–1928: Magyar Posta Központi Járműtelep, 1149 Budapest, Egressy út 35-51. (Bierbauer Istvánnal)[33]

Nevéhez fűződik 1907-ben a pozsonyi városháza kibővítésének a terve is (Mészner Sebestyénnel közösen).

### Tervben maradt épületek
10-nél több alkalommal vett részt tervpályázatokon.  Ismertek ezek közül:
- 1894: Törvényszéki palota, Győr[34]
- 1895: Városház, Nagyvárad[36]
- 1907: Belvárosi Takarékpénztár, Budapest[37][38]
- 1908: Elmegyógyintézet, Kecskemét[39]
- 1909: Győri Első Takarékpénztár, Győr[40]
- 1912: Kórház, Kiskunfélegyháza[41]
- 1917: József-fiúárvaház, Budapest[42]
- 1926: Török utcai bérház, Budapest[43]

## Képtár

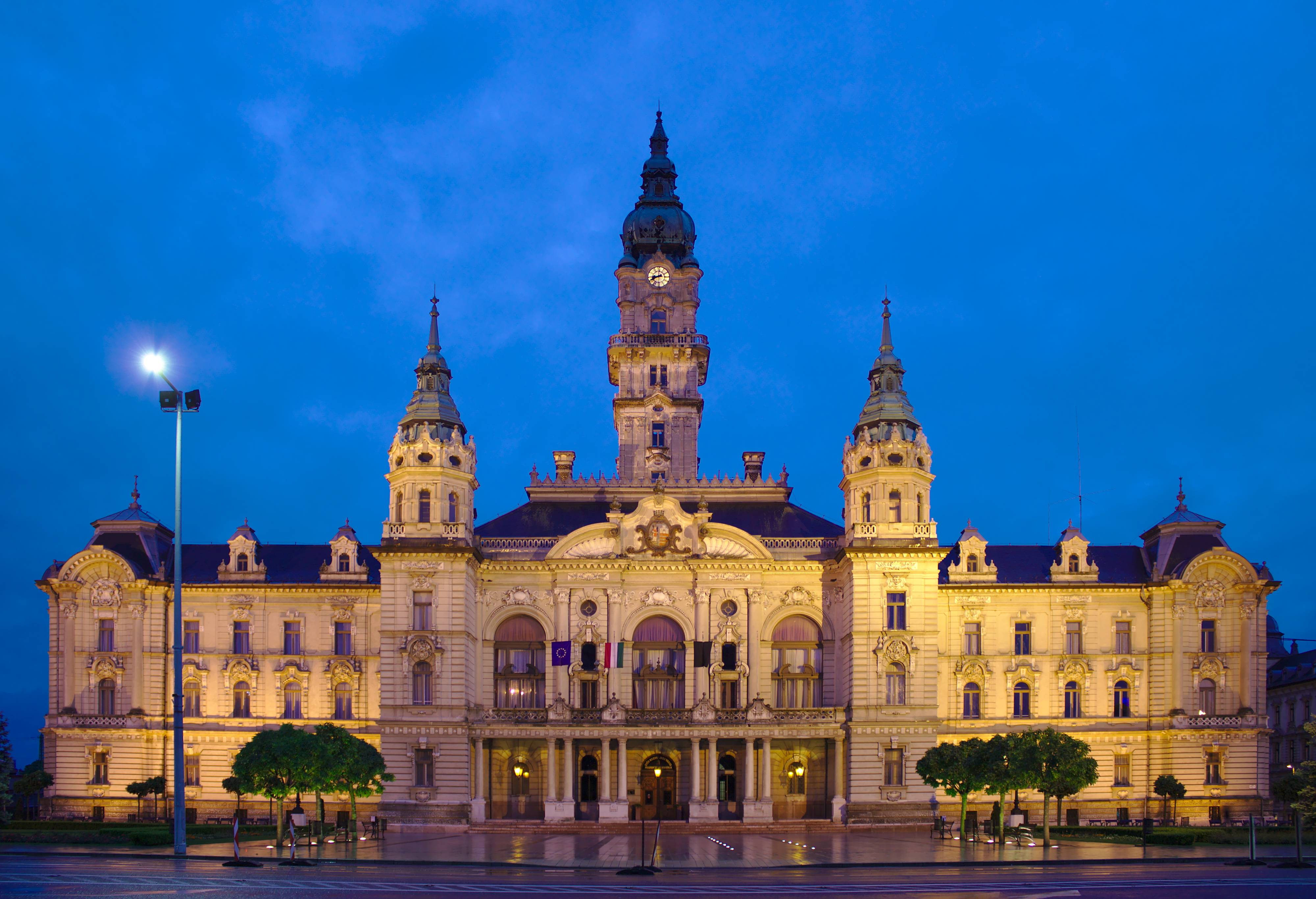
Városháza, Győr
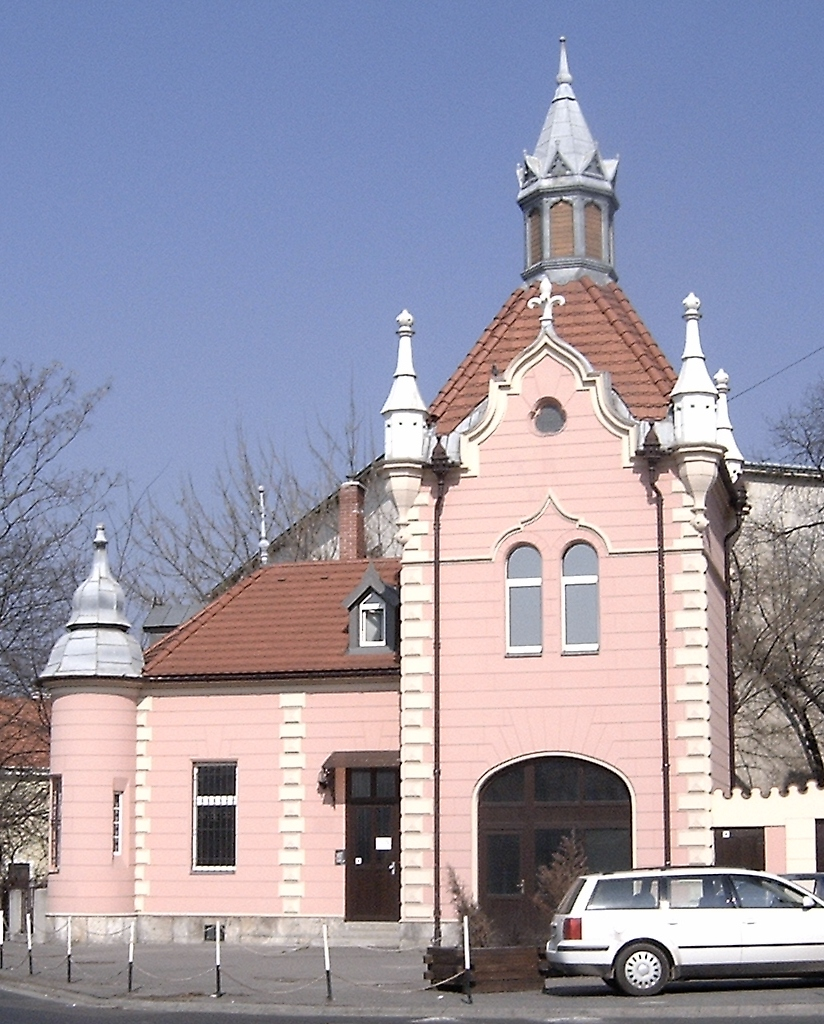
Újvárosi vámház, Győr
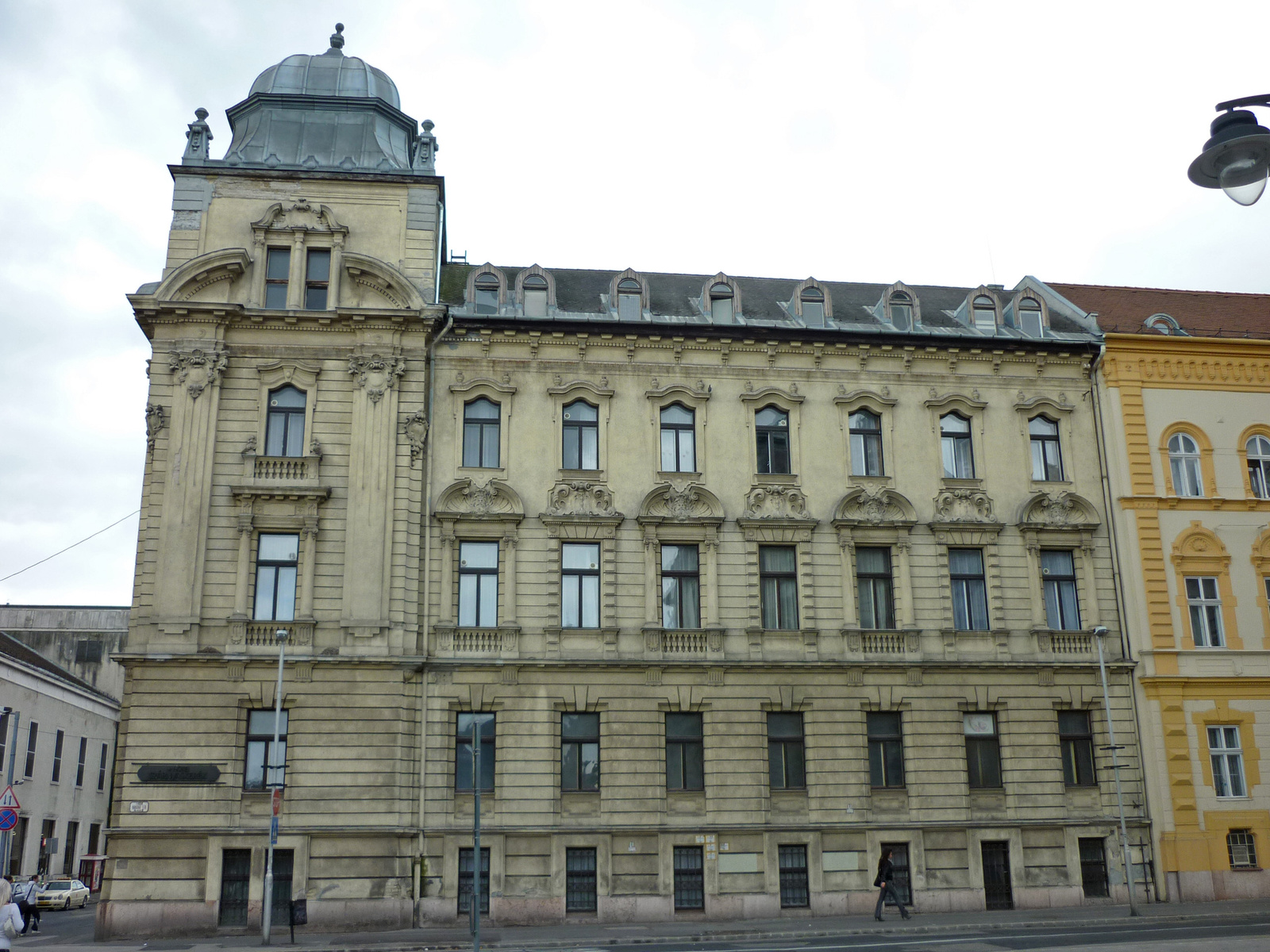
Bérház, Győr
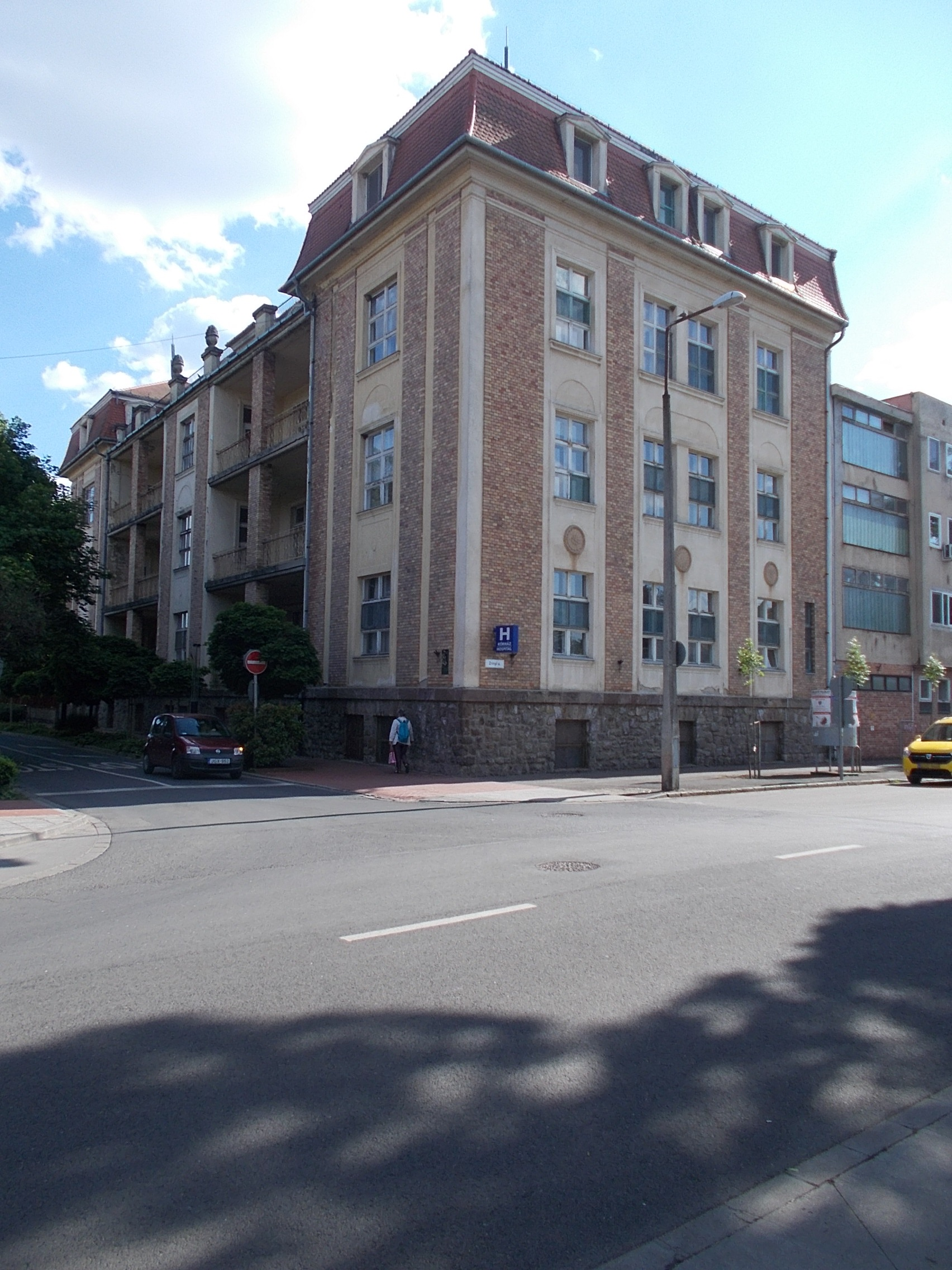
Erzsébet Kórház, Hódmezővásárhely
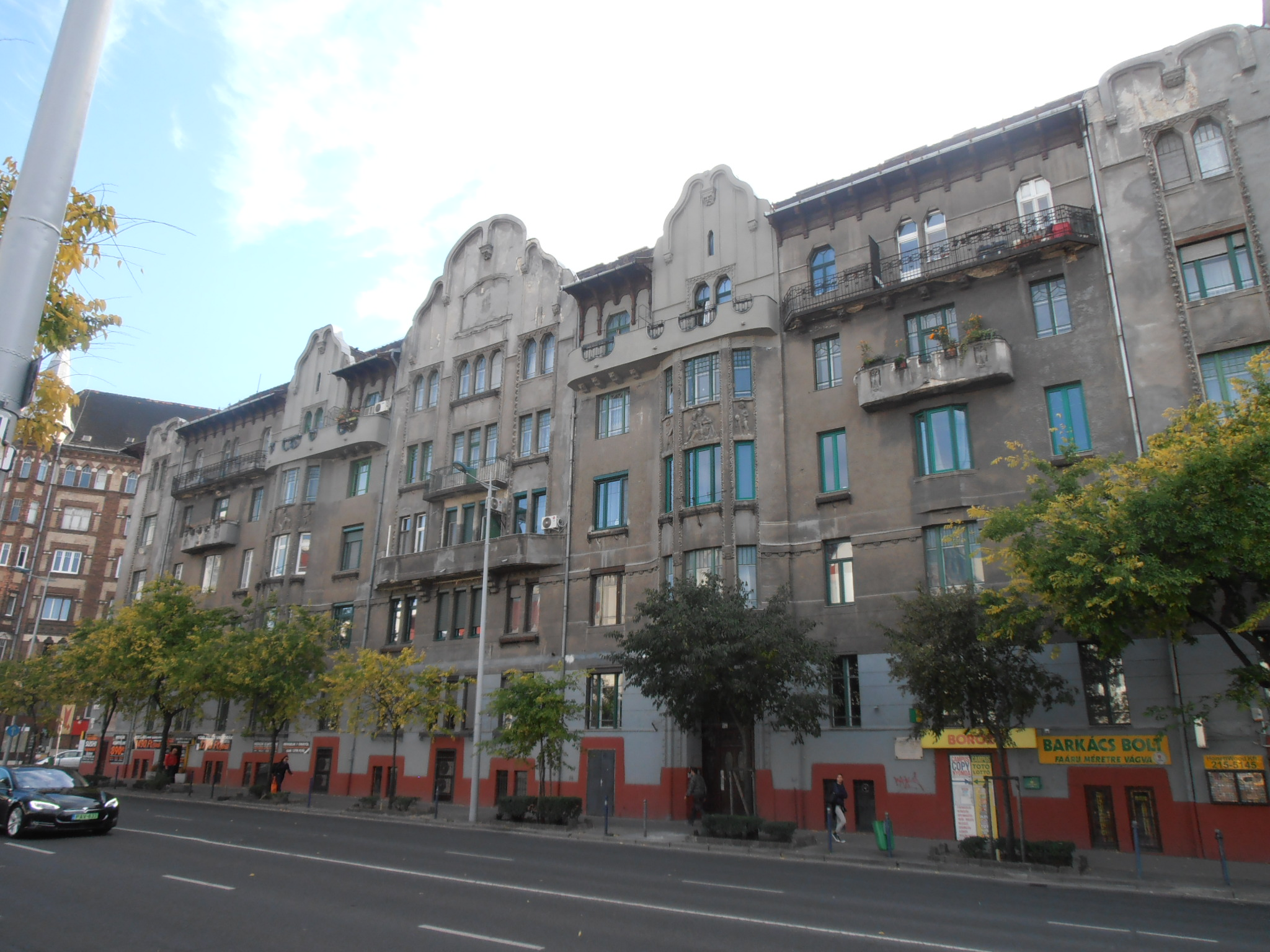
Székesfővárosi kislakásos bérház, Budapest
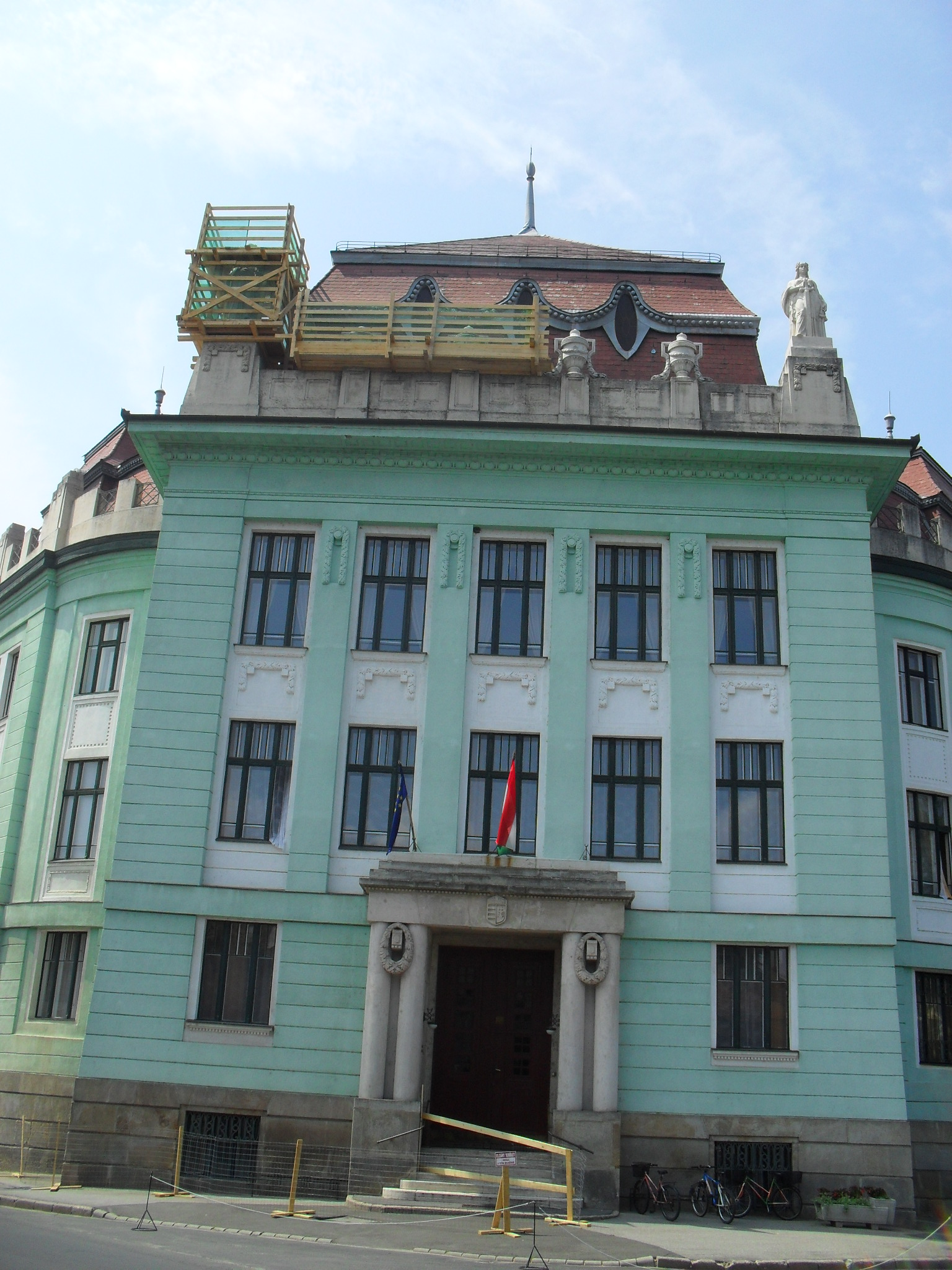
Törvényszéki palota, Balassagyarmat
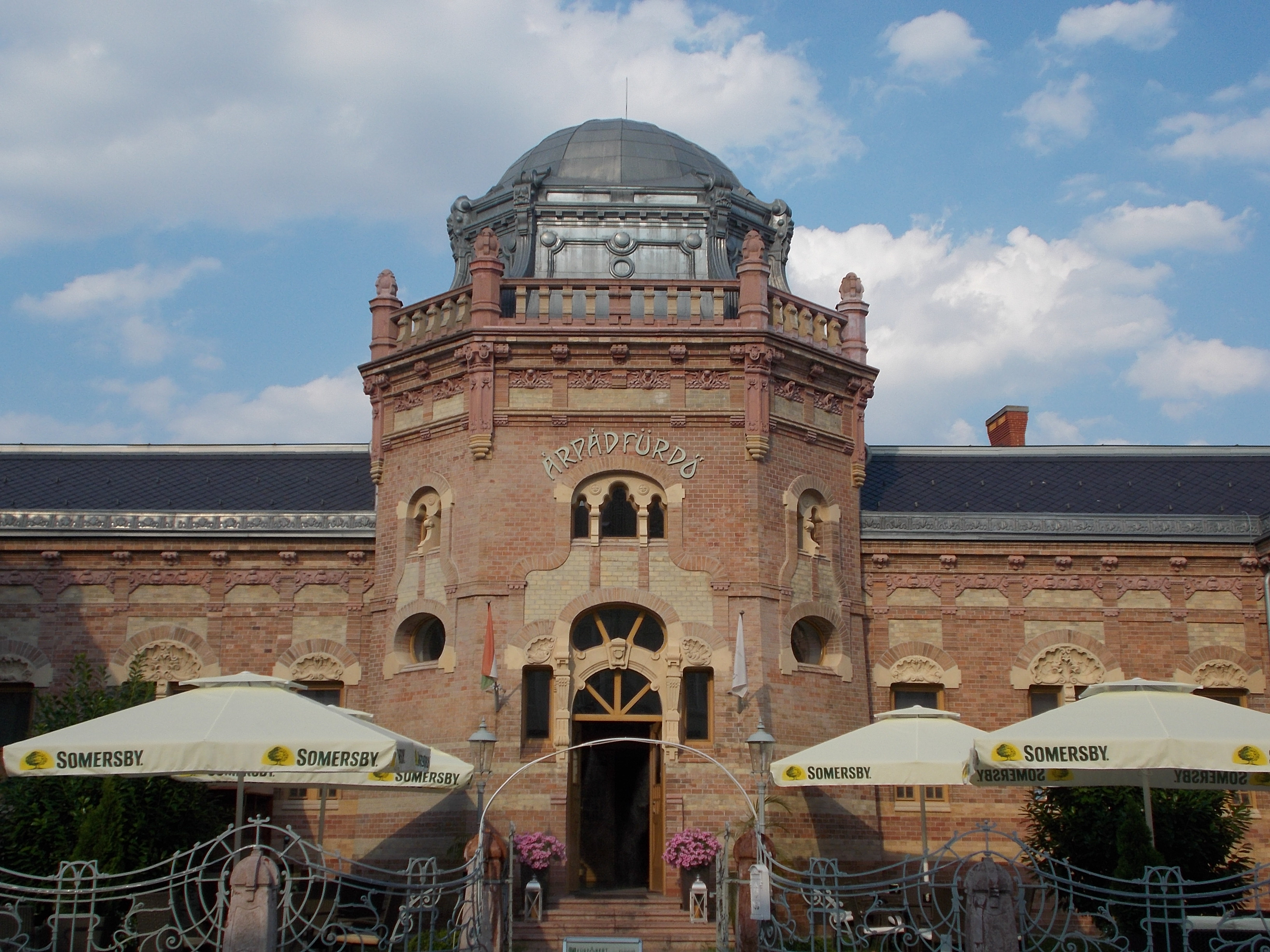
Árpád fürdő, Székesfehérvár
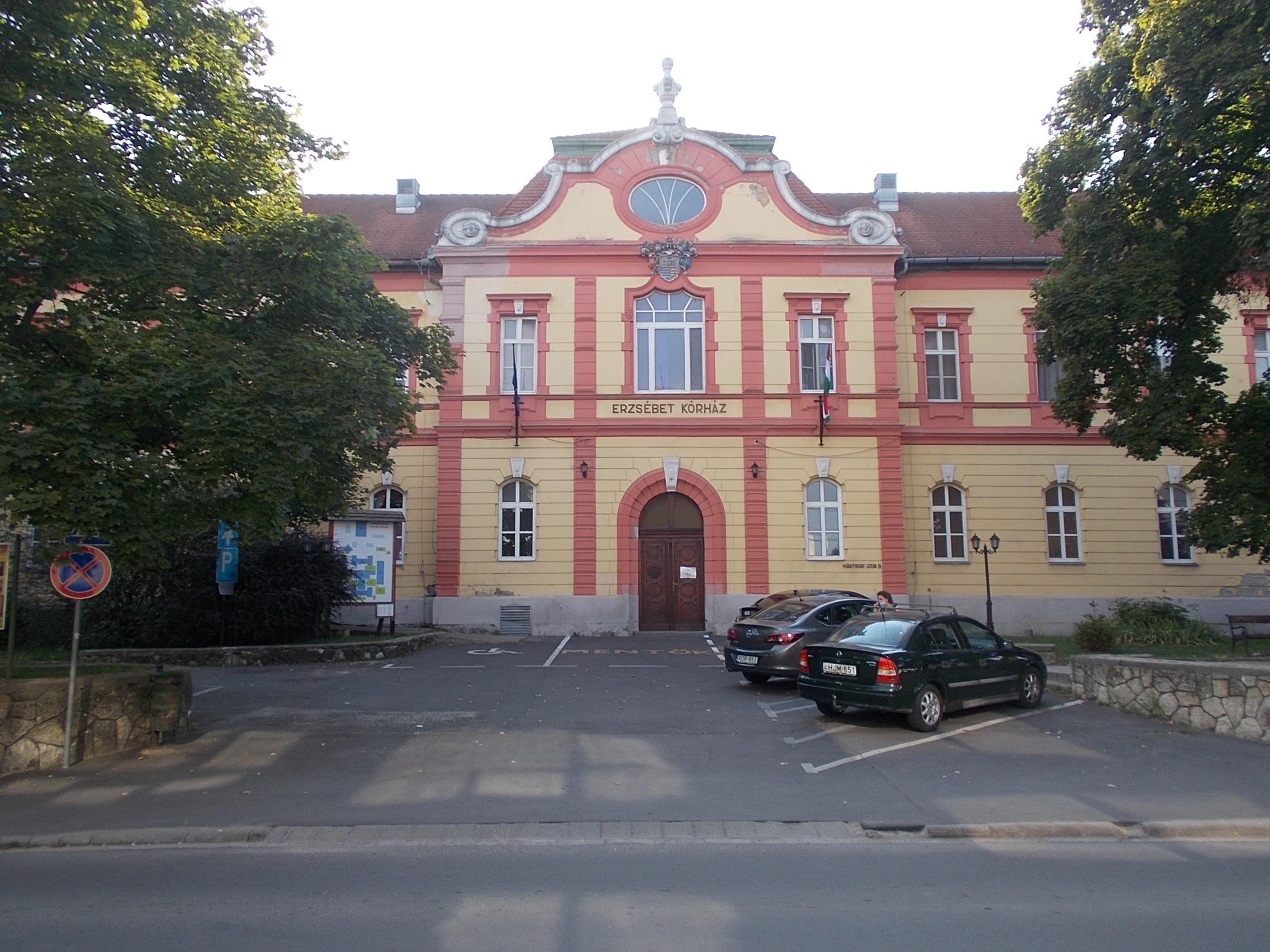
Erzsébet Kórház, Sátoraljaújhely
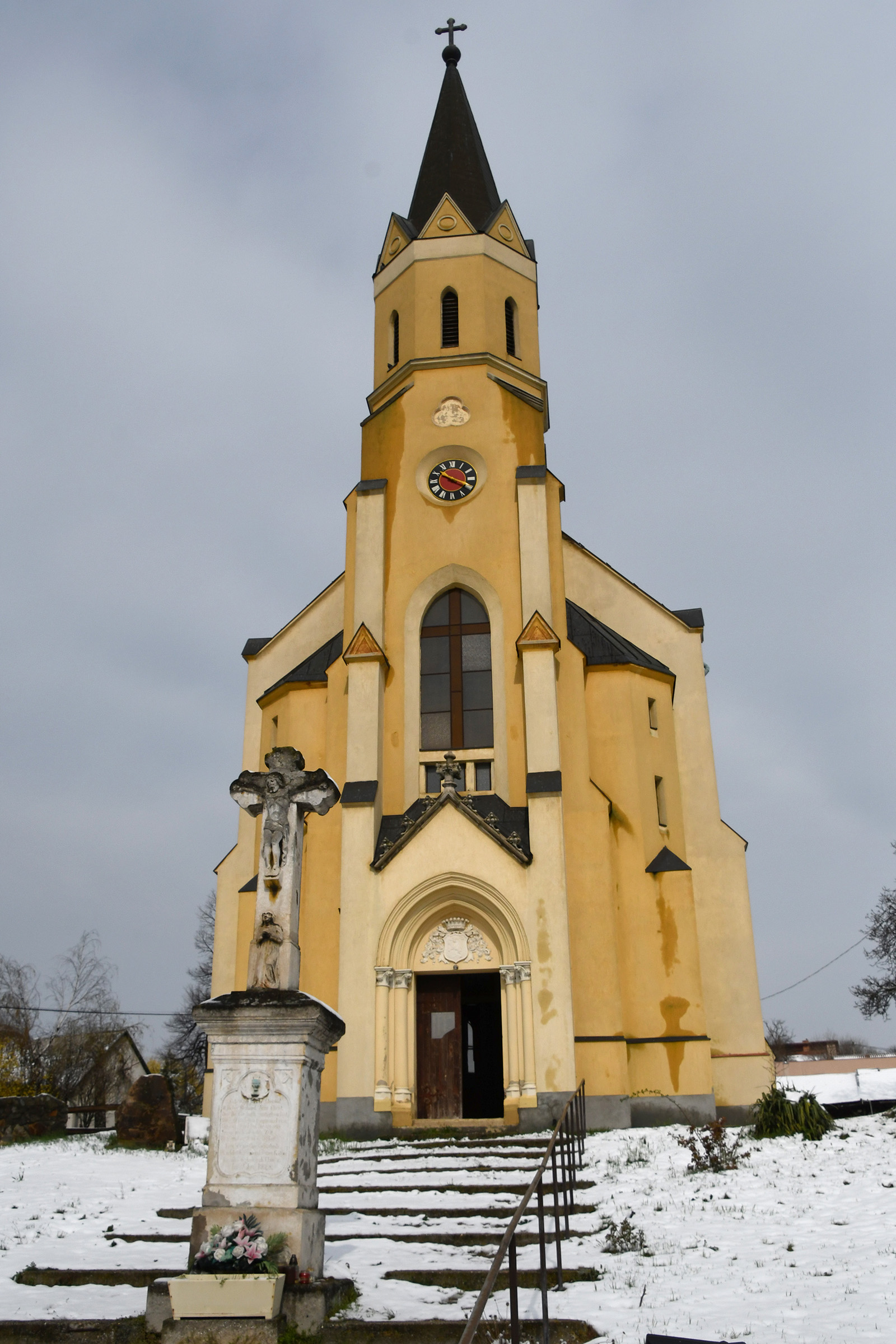
Palermói Szent Rozália plébániatemplom, Nadap
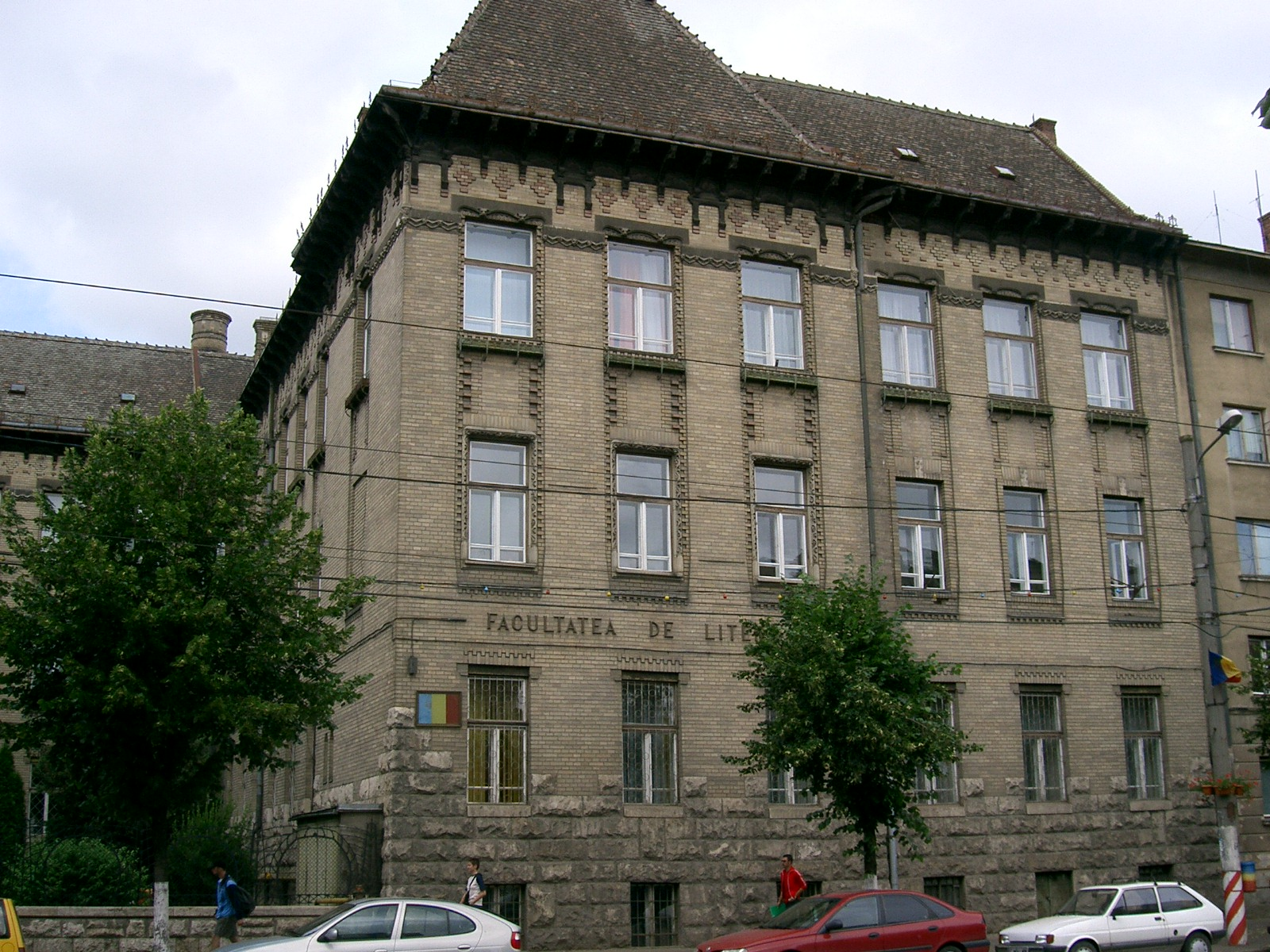
Marianum Leánynevelő Intézet, Kolozsvár
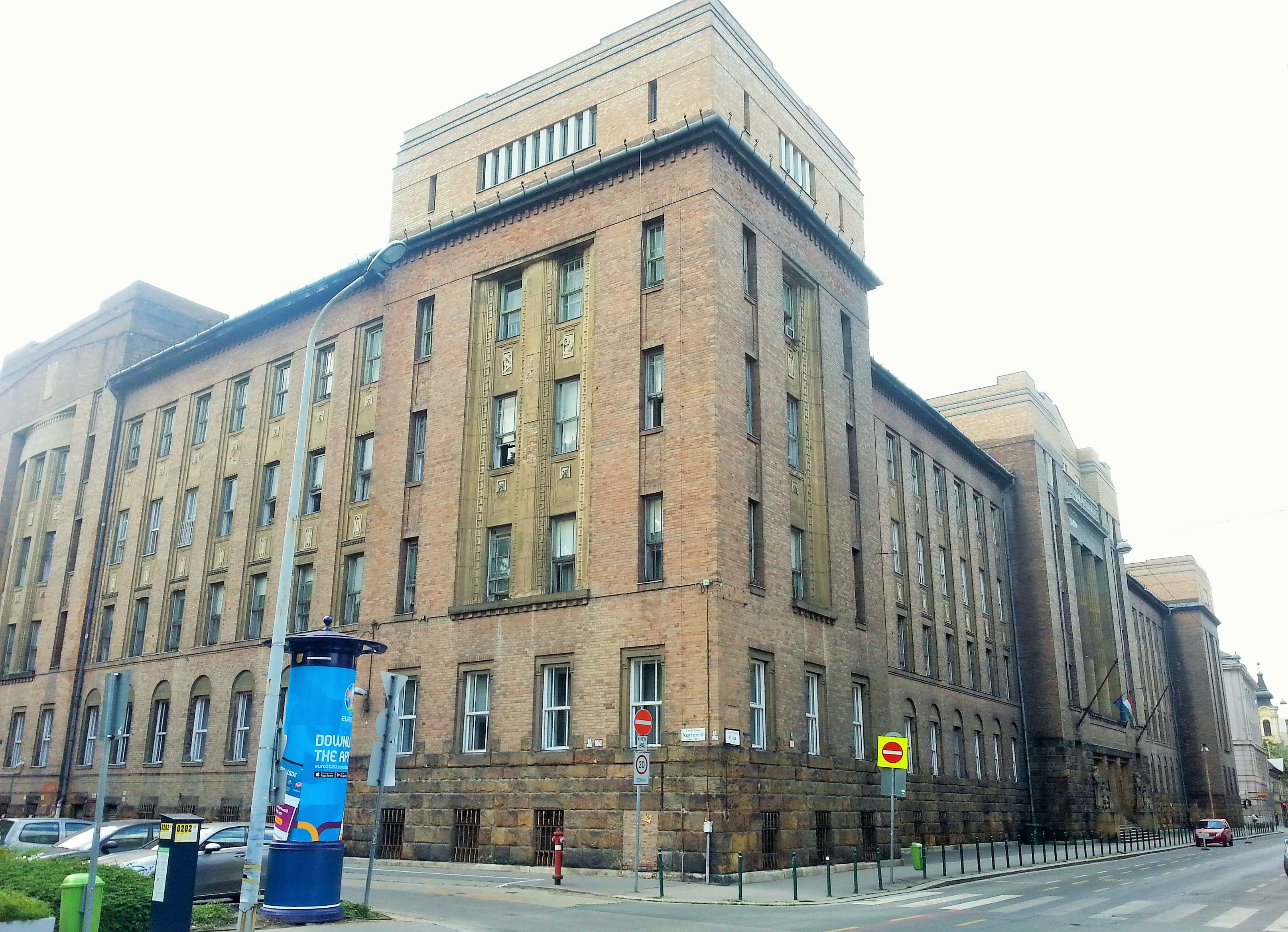
Fő utcai börtön, Budapest